# Пего
Пего (валенс. Pego, ісп. Pego) — муніципалітет в Іспанії, у складі автономної спільноти Валенсія, у провінції Аліканте. Населення — 10 295 осіб (2022).

## Географія
Муніципалітет розташований на відстані близько 350 км на південний схід від Мадрида, 65 км на північний схід від Аліканте.

## Демографія
Динаміка населення (INE ):

## Галерея зображень

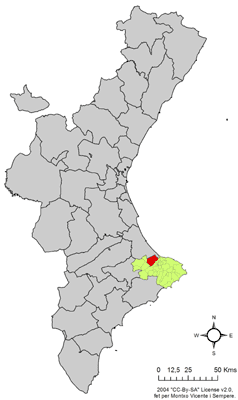
Розташування муніципалітету Пего у автономній спільноті Валенсія
Розташування муніципалітету Пего у комарці Маріна-Альта